# Durio
Durio es un género de plantas con flores con 41 especies de la familia Malvaceae. Fue descrito por Michel Adanson y publicado en Familles des Plantes 2: 399, en el año 1763. La especie tipo es Durio zibethinus Rumph. ex Murray, publicado en Systema Vegetabilium. Editio decima tertia 581 en el año 1774.
La fruta es conocida como durio o durián, derivación de la palabra duri en el idioma bahasa melayu que traduce espiga o espina, en referencia a las numerosas protuberancias que salen del fruto en forma de espigas, es decir "fruta espinosa" en dicha lengua. El sufijo an es el artículo, por lo tanto se dice también "durian" que traduce "el durio" o "el espinoso".
Existen 30 especies de durio reconocidos entre las cuales 9 son comestibles. Durio zibethinus es la única especie comercializada en el mercado internacional. Las demás especies se encuentran sólo en los mercados locales del Sudeste Asiático en donde se le llama "el rey de las frutas". El durio se caracteriza por ser una fruta grande que puede alcanzar los 30 centímetros de largo por 15 de diámetro y un peso aproximado de entre 1 y 3 kilos, su fuerte olor y su cuerpo cubierto de espinas. El olor es una de las materias de principal discusión sobre esta fruta. Para muchos resulta una auténtica fragancia y para otros puede parecer un olor nauseabundo. La persistencia del olor ha hecho que el durio sea prohibido en ciertos hoteles y medios de transporte público en Asia.

## Taxonomía
El género Durio está clasificado en la familia Malvaceae, a veces se lo coloca en Bombacaceae.
Entre las 30 especies conocidas de durio, 9 han sido identificadas como comestibles, pero es posible que existan más. En la siguiente lista se resaltan en negrilla aquellos que son comestibles, aunque es posible que los demás también lo sean:
- Durio acuminatissimus
- Durio acutifolius
- Durio affinis
- Durio beccarianus
- Durio bruneiensis
- Durio bukitrayaensis
- Durio burmanicus
- Durio carinatus
- Durio ceylanicus
- Durio crassipes
- Durio excelsus
- Durio dulcis
- Durio griffithii
- Durio grandiflorus
- Durio graveolens
- Durio kinabaluensis
- Durio kutejensis
- Durio lanceolatus
- Durio lissocarpus
- Durio lowianus
- Durio macrantha
- Durio macrolepis
- Durio macrophyllus
- Durio malaccensis
- Durio mansoni
- Durio oblongus
- Durio oxleyanus
- Durio pinangianus
- Durio purpureus
- Durio sinaporensis
- Durio testudinarum
- Durio wyatt-Smithii
- Durio zibethinus

## Descripción
El árbol del durio puede alcanzar entre 25 y 50 metros de altura, pero ello depende de la especie. Las hojas siempre están verdes y son elípticas, las cuales se alargan entre 10 y 18 centímetros. Las flores se producen entre 3 y 30 racimos en ramos largos directamente sobre el tronco con cada flor tendiendo sus sépalos y cinco - muy raramente 4 o 6 - pétalos.
El árbol tiene una o dos floraciones y fructificaciónes por año, aunque ello puede variar de acuerdo a la especie, lugar y los cultivadores. Un árbol típico puede dar sus primeros frutos a los 5 años de edad. El fruto puede colgar de cualquier rama y madurar en tres meses después de la polinización. El fruto puede crecer hasta 30 centímetros de largo por 15 de diámetro y obtener un peso de 3 kilogramos (entre 2 y 7 libras). Su forma puede ir desde alargada a redonda, el color de su cáscara de verde a café y su carne de amarillo pálido a rojo, de acuerdo a la especie. Entre las 30 especies de durio conocidas, 9 han sido identificadas como comestibles: D. zibethinus, D. dulcis, D. grandiflorus, D. graveolens, D. kutejensis, D. macrantha, D. oxleyanus y D. testudinarum. Otras especies aún no han sido objeto de estudios, por lo tanto es posible que sean más las especies de durio comestible. El durio guarda una similitud con yaca, pero no tienen ninguna relación.
Las flores del durio son grandes y cubiertas con una gran cantidad de néctar, lo que produce un olor pesado, amargo y como a mantequilla o queso. Según los botánicos, estas características vienen de flores que son polinizadas por ciertas especies de murciélagos que toman el néctar y el polen. De acuerdo a investigaciones en Malasia en la década de 1970, el durio es polinizado exclusivamente por el murciélago de caverna Eonycteris. Sin embargo, en un estudio de 1996 se encontró que había otras dos especies que eran vitales en la polinización: el pájaro Arachnothera de la familia Nectariniidae y la abeja asiática Apis dorsata o abeja grande, así como otras aves a la par que los murciélagos.

## Cultivares

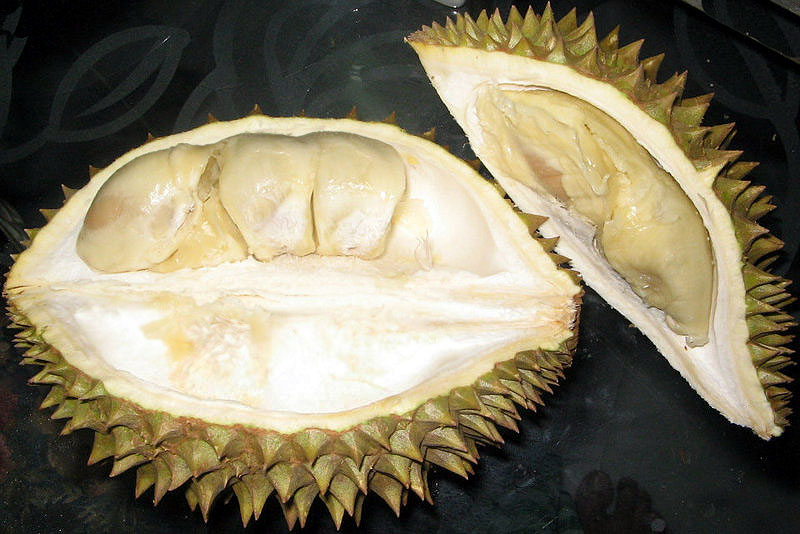
Durio.

A través de los siglos, numerosos cultivares de durio se han propagado con clones vegetales en diferentes regiones del Sudeste Asiático. Se han producido diferentes resultados procedentes de semillas de árboles con cualidades excelentes, pero en la actualidad abundan sistemas como el acodo (obligar a las ramas acodadas a que echen raíces formando individuos dotados de cualidades idénticas a la planta madre), el acodo aéreo y, mucho más diseminado, el injerto. Los diferentes cultivares han producido notables características como variaciones de forma, tipo de espina e incluso el olor. Los consumidores de durio manifiestan incluso preferencias por determinados cultivares, lo que afecta los precios en el mercado.
Los cultivares se distinguen por un nombre y un código que comienza por la letra "D". Por ejemplo en Tailandia existen más de 200 cultivares del D. zibethinus, algunos de los más conocidos son D99-Rana (D99กบ - Kop), D123-Gibón (D123ชะนี - Chany), D145-Durio Verde (D145ทุเรียนเขียว - Tureng Khiu), D158-Tallo Largo (D158ก้านยาว - Kan Yao), D159-Almohada de Oro (D159หมอนทอง - Mon Thong), Botón de Oro (กระดุมทอง - Kradum Thong) y sin nombres: D24 y D169. Cada cultivar tiene su gusto y olor característico.
D159-Mong Thong es el más popular en el comercio por su grosor, carne cremosa y sabor dulce, con un olor moderado y semillas pequeñas, mientras que el D123-Chany es el mejor por su resistencia a pestes como la Phytophthora palmivora. D158-Kan Yao es el menos común, pero es el más esperado porque no emite olor y es muy dulce. Los cinco cultivares más comerciales en Tailandia son Chany, Mon Thong, Kan Yao, Ruang y Kradum.
En Malasia existen más de 100 cultivares registrados desde la década de 1920 y 193 en 1992. Los mejores cultivares se pueden reconocer en exposiciones organizadas por el Ministerio de Agricultura de Malasia. Así mismo, en Vietnam el Instituto de Investigación de Frutas Meridionales promueve la competitividad entre cultivadores de durio en donde se produce una variedad conocida como Rey Musang o Rey Montaña Cat.
En 2007 un científico tailandés, Songpol Somsri, asociado al gobierno, cruzó más de 9 especies de durio para crear el Chantaburí n.º 1, un cultivar que no presente el olor característico. Otro híbrido, el Chantaburí n.º 3, desarrolla el olor tres días antes de ser recogido, lo que posibilita un transporte sin olores, pero satisface el gusto de consumidores que prefieren el olor característico del durio. El 22 de mayo de 2012 otros dos cultivares de Tailandia que también fueron desarrollados sin olor, Long Laplae y Lin Laplae, fueron presentados al público por el gobernador de la provincia de Uttaradit, Yothin Samuthhiri y anunció la apertura de la Feria anual del Distrito de Laplae en donde están ambos cultivares.
Los cultivares más populares de Singapur y Malasia en donde las variedades son similares, incluye el D24, conocido por su sabor agridulce. También el XO que tiene un color pálido y la carne con un sabor a alcohol fermentado, el Chook Kiok, en cantonés "pata de bambú), que tiene un color amarillo y el Rey Musang, que es el más popular.

## Cultivo y comercialización
El durio es nativo de Brunéi, Indonesia y Malasia. Existe un debate acerca de si también es nativo de la región de Dávao en Filipinas o fue introducido allí. Este crece en otras áreas con un clima similar y es estrictamente tropical y deja de crecer cuando encuentra temperaturas diarias por debajo de los 22 °C (72 °F).
El centro de la diversidad ecológica del durio es la isla de Borneo, en donde es posible encontrar en el mercado especies como D. zibethinus, D. dulcis, D. graveolens, D. kutejensis, D. oxleyanus y D. testudinarum. En Brunéi no se cultiva D. zibethinus, porque los consumidores prefieren otras especies como D. graveolens, D. kutejensis y D. oxleyanus. Estas especies se distribuyen en Brunéi y con otras como D. testudinarum y D. dulcis representan una rica diversidad genética.
Aunque el durio no es nativo de Tailandia, el país es el principal exportador de durio, con una producción de 781 toneladas de 1 millón 400 mil que se produce mundialmente (1999), exportando 111 mil toneladas a países como Taiwán, Hong Kong, Malasia, Singapur y Canadá. Malasia e Indonesia son los que siguen en volumen de exportaciones, ambos produciendo 265 mil toneladas cada uno. En 1999 Malasia exportó 35 mil toneladas. En mayo se celebra el Festival Mundial del Durio en la provincia tailandesa de Chantaburí, la cual es responsable del 50% de la producción nacional. En las Filipinas, el centro del durio es la región de Dávao, en donde se celebra anualmente el Festival Kadayawan. Otras plantaciones de durio se encuentran en Camboya, en la provincia de Kampot, en donde se encuentra el monumento al durio, Laos, Vietnam, Birmania, Sri Lanka, India, Indias Occidentales, Florida, Hawái, Papúa Nueva Guinea, Polinesia, Madagascar, la isla de Hainan, el noreste de Australia y Singapur.
Australia introdujo el durio en la década de 1960 y material clonado en 1975. Más de 30 clones del D. zibethinus y 6 especies de durio han sido introducidos subsecuentemente en Australia. China es el principal importador de durio, comprando 65 mil toneldas en 1999, seguido de Singapur con 40 mil toneladas y Taiwán con 5 mil. En el mismo año Estados Unidos importó 2 mil toneladas de durio congelado y la Comunidad Europea 500 toneladas.
El durio es una fruta de estación y no como las frutas que pueden encontrarse durante todo el año como la papaya. En la península de Malasia y en Singapur la estación del durio es entre junio y agosto, lo que coincide con la del mangostino. El precio del durio es relativamente alto si se compara con otras frutas. Por ejemplo en Singapur la alta demanda por cultivares de buena calidad tales como el D24, Sultan y el Mao Shan Wang ha resultado en precios entre 8 15 dólares de Singapor por un kilo. La carne del fruto, conocida como el arilo, es tan sólo entre el 15 y 30% de toda la masa del fruto, pero numerosos consumidores en Singapur están dispuestos a invertir hasta 75 dólares de Singapur por la preciosa fruta.

## Sinonimia
- Cullenia Wight
- Boschia Korth.
- Lahia Hassk